# Salts als Jocs Olímpics d'estiu de 1920 - Palanca de 10 metres femenina
El salt de palanca de 10 metres femení fou una de les cinc proves de salts que es disputà dins el programa dels Jocs Olímpics d'Anvers del 1920. Aquesta fou la segona vegada que es disputava aquesta prova en uns Jocs Olímpics. La prova es va disputar entre el 24 i el 29 d'agost de 1920. Hi van prendre part 15 saltadores procedents de 6 nacions diferents.

## Medallistes
| Or                     | Plata                    | Bronze             |
| Stefanie Clausen (DEN) | Beatrice Armstrong (GBR) | Eva Olliwier (SWE) |

## Resultats

### Primera ronda
Es va disputar el 24 d'agost de 1920. Les tres saltadores que aconsegueixen una puntuació menor en cada grup passen a la final.
Grup 1
| Posició | Saltadora                | Punts | Resultat |
| ------- | ------------------------ | ----- | -------- |
| 1       | Beatrice Armstrong (GBR) | 7     | 158.0    |
| 2       | Betty Grimes (USA)       | 13    | 156.0    |
| 3       | Stefanie Clausen (DEN)   | 15    | 153.0    |
| 4       | Ragnhild Larsen (NOR)    | 16    | 152.0    |
| 5       | Karin Leiditz (SWE)      | 20    | 147.0    |
| 6       | Selma Andersson (SWE)    | 25    | 143.0    |
| 7       | Alice Lord (USA)         | 35    | 118.5    |

Group 2
| Posició | Saltadora              | Punts | Resultat |
| ------- | ---------------------- | ----- | -------- |
| 1       | Eva Olliwier (SWE)     | 6     | 152.0    |
| 2       | Aileen Riggin (USA)    | 15    | 155.5    |
| 3       | Isabelle White (GBR)   | 20    | 148.5    |
| 4       | Lily Beaurepaire (AUS) | 19    | 147.5    |
| 5       | Helen Meany (USA)      | 23    | 145.0    |
| 6       | Brynhild Berge (NOR)   | 29    | 140.5    |
| 7       | Märta Adlerz (SWE)     | 29    | 136.5    |
| 8       | Louise Petersen (DEN)  | 34    | 130.0    |

### Final
Es va disputar el 29 d'agost de 1920.
| Posició | Saltadora                | Punts | Resultat |
| ------- | ------------------------ | ----- | -------- |
| 1       | Stefanie Clausen (DEN)   | 6     | 173.0    |
| 2       | Beatrice Armstrong (GBR) | 10    | 166.0    |
| 3       | Eva Olliwier (SWE)       | 11    | 166.0    |
| 4       | Isabelle White (GBR)     | 18    | 158.5    |
| 5       | Aileen Riggin (USA)      | 20    | 157.0    |
| 6       | Betty Grimes (USA)       | 30    | 133.5    |